# Danh sách đảo theo tên (R)
Danh sách dưới đây liệt kê các đảo bắt đầu bằng ký tự R.
Đây là một danh sách chưa hoàn tất, và có thể sẽ không bao giờ thỏa mãn yêu cầu hoàn tất. Bạn có thể đóng góp bằng cách mở rộng nó bằng các thông tin đáng tin cậy.
A - B - C - D - Đ - E - F - G - H - I - J - K - L - M - N - O - P - Q - R - S - T - U - V - W - X - Y - Z

## R
| Tên đảo            | Quần đảo / Nhóm đảo                                                                 | Quốc gia |
| ------------------ | ----------------------------------------------------------------------------------- | --- |
| Rab                |                                                                                     | Croatia |
| Rabbit             | There are four Rabbit islands in NZ, the best known is in Tasman Bay                | New Zealand |
| Rabbit             | Lower Lough Erne                                                                    | Ireland |
| Rabbit             |                                                                                     | Liban |
| Rabbit             | Calcasieu Lake, Louisiana                                                           | Hoa Kỳ |
| Rabbit             | Georgian Bay, Ontario                                                               | Canada |
| Rabbit             | Sông Mississippi, Mississippi                                                       | Hoa Kỳ |
| Racoon             | Louisiana                                                                           | Hoa Kỳ |
| Ragged             | Lake Winnipesaukee, New Hampshire                                                   | Hoa Kỳ |
| Ragged             | Nunavut                                                                             | Canada |
| Rakino             | Hauraki Gulf                                                                        | New Zealand |
| Raiatea            | Windward Islands, Society Islands, Polynésie thuộc Pháp                             | Lãnh thổ hải ngoại của Pháp |
| Rainsford          | Boston Harbor, Massachusetts                                                        | Hoa Kỳ |
| Raippaluoto        | Ostrobothnia                                                                        | Phần Lan |
| Rakahanga          | Quần đảo Cook                                                                       | Quần đảo Cook |
| Ram Island         | Stonington, Connecticut                                                             | Hoa Kỳ |
| Rambutyo           | Admiralty Islands                                                                   | Papua New Guinea |
| Ramea              | Newfoundland and Labrador                                                           | Canada |
| Ramree             |                                                                                     | Myanmar |
| Ramshead           | Lake Mead, Nevada                                                                   | Hoa Kỳ |
| Randall's          | East River, New York                                                                | Hoa Kỳ |
| Randolph           | Grand Bay, New Brunswick                                                            | Canada |
| Random             | Newfoundland and Labrador                                                           | Canada |
| Rangiroa           | Palliser Islands, Tuamotus, Polynésie thuộc Pháp                                    | Pháp |
| Rangitata          | Rangitata River                                                                     | New Zealand |
| Rangitoto          | Hauraki Gulf                                                                        | New Zealand |
| Raoul              | Kermadec Islands                                                                    | New Zealand |
| Raroia             | Tuamotus, Polynésie thuộc Pháp                                                      | Pháp |
| Rarotonga          | Quần đảo Cook                                                                       | Quần đảo Cook |
| Raspberry          | Sông Mississippi, Minnesota                                                         | Hoa Kỳ |
| Raspberry          | Kodiak Archipelago, Alaska                                                          | Hoa Kỳ |
| Rat                | Rat Islands group of the Aleutian Islands, Alaska                                   | Hoa Kỳ |
| Rat                | City Island Harbor, New York                                                        | Hoa Kỳ |
| Rathlin            | Bắc Ireland                                                                         | Vương quốc Anh |
| Rathlin O'Birne    |                                                                                     | Ireland |
| Rato               | Estremadura islands                                                                 | Bồ Đào Nha |
| Ile aux Rats       | Cosmoledo atoll                                                                     | Seychelles |
| Rattlesnake        | Clear Lake, California                                                              | Hoa Kỳ |
| Rattlesnake        | Okanagan Lake, British Columbia                                                     | Canada |
| Rattlesnake        | Lake Winnipesaukee, New Hampshire                                                   | Hoa Kỳ |
| Ravenga            | Banks Islands                                                                       | Vanuatu |
| Île de Ré          | Pertuis d'Antioche                                                                  | Pháp |
| Reao               | Tuamotus, Polynésie thuộc Pháp                                                      | Pháp |
| Rearlaplap         | Arno Atoll                                                                          | Quần đảo Marshall |
| Rebbenesøy         | Karlsøy và Tromsø                                                                   | Na Uy |
| Ile aux Récifs     | Inner Islands                                                                       | Seychelles |
| Reclaimed          | Inner Islands                                                                       | Seychelles |
| Red Rock           | San Francisco Bay, California                                                       | Hoa Kỳ |
| Redbud             | Susquehanna River, Pennsylvania                                                     | Hoa Kỳ |
| Redhead            | Lake Winnipesaukee, New Hampshire                                                   | Hoa Kỳ |
| Redman Point Bar   | Sông Mississippi, Arkansas and Tennessee                                            | Hoa Kỳ |
| Redonda            | Tiểu Antilles                                                                       | Antigua and Barbuda |
| Reedy              | Delaware River, Delaware                                                            | Hoa Kỳ |
| Reichenau          | Lake Constance                                                                      | Đức |
| Reindeer           | Lake Winnipeg, Manitoba                                                             | Canada |
| Reinøya            | Karlsøy và Tromsø                                                                   | Na Uy |
| Rema               | Lake Tana                                                                           | Ethiopia |
| Rémire             | Amirante Islands                                                                    | Seychelles |
| Renaissance Island | Aruba                                                                               | Bản mẫu:Country data Kingdom of the Hà Lan |
| René-Levasseur     | Manicouagan Reservoir, Quebec                                                       | Canada |
| Rennell            | Rennell and Bellona Province, Quần đảo Solomon                                      | Quần đảo Solomon |
| Rennesøy           | Ryfylke Islands, Rogaland                                                           | Na Uy |
| Residence          | St. Joseph's Atoll                                                                  | Seychelles |
| Resolution         | Nunavut                                                                             | Canada |
| Resolution         |                                                                                     | New Zealand |
| Resource Island    | St. Joseph's Atoll                                                                  | Seychelles |
| Revillagigedo      | Alexander Archipelago, Alaska                                                       | Hoa Kỳ |
| Rharbi             | Kerkenna Islands                                                                    | Tunisia |
| Rhineia            | Cyclades                                                                            | Hy Lạp |
| Rhodes             | Dodecanese                                                                          | Hy Lạp |
| Rice               | Lost Lake, Louisiana                                                                | Hoa Kỳ |
| Rikers             | Upper East River, New York                                                          | Hoa Kỳ |
| Rincah             |                                                                                     | Indonesia |
| Ringvassøy         | Karlsøy và Tromsø                                                                   | Na Uy |
| Ripapa             | Lyttelton Harbour                                                                   | New Zealand |
| Roaninish          | County Donegal                                                                      | Ireland |
| Roanoke            | Outer Banks, North Carolina                                                         | Hoa Kỳ |
| Roastbeef          |                                                                                     | Namibia |
| Robben             | Table Bay                                                                           | South Africa |
| Robert             | South Quần đảo Shetland                                                             | Claimed by: · Argentine Antarctica, Argentina, · Antártica Chilena Province of Chile và · Lãnh thổ châu Nam Cực thuộc Anh of the Vương quốc Anh |
| Isla Robertson     | South Orkney Islands                                                                | Claimed by the: Vương quốc Anh as part of the Quần đảo Falkland and by · Argentina                                                              |
| Robertson          | Cumberland River, Tennessee                                                         | Hoa Kỳ |
| Robertson          | Tygart Valley River, West Virginia                                                  | Hoa Kỳ |
| Robins             | Peconic Bay, New York                                                               | Hoa Kỳ |
| Robinson Crusoe    | Juan Fernández Islands                                                              | Chile |
| Roche Babri        | Inner Islands                                                                       | Seychelles |
| Roche Bouquet      | Inner Islands                                                                       | Seychelles |
| Roche Canon        | Inner Islands                                                                       | Seychelles |
| Roche Du Sud       | Inner Islands                                                                       | Seychelles |
| Roche Grande Maman | Inner Islands                                                                       | Seychelles |
| Roche Tortue       | Inner Islands                                                                       | Seychelles |
| Rocher Des Oiseaux |                                                                                     | Mauritius |
| Ile Roches         |                                                                                     | Mauritius |
| Rock               | Willamette River, Oregon                                                            | Hoa Kỳ |
| Rock               | Green Bay, Wisconsin                                                                | Hoa Kỳ |
| Rockabill          |                                                                                     | Ireland |
| Rockall            | North Atlantic                                                                      | Vương quốc Anh |
| Roderick           | British Columbia                                                                    | Canada |
| Roi-Namur          | Kwajalein Atoll, Ralik Chain                                                        | Quần đảo Marshall |
| Ilhéu das Rólas    | Vịnh Guinea                                                                         | São Tomé and Príncipe |
| Rolvsøya           |                                                                                     | |
| Rømø               | North Frisian Islands                                                               | Đức |
| Romsø              | Great Belt                                                                          | Đan Mạch |
| Île Ronde          |                                                                                     | Mauritius |
| Île Ronde          | Inner Islands                                                                       | Seychelles |
| Rondeau            | Ohio River, Kentucky                                                                | Hoa Kỳ |
| Rongelap Atoll     | Ralik Chain                                                                         | Quần đảo Marshall |
| Rongerik Atoll     | Kwajalein Atoll, Ralik Chain                                                        | Quần đảo Marshall |
| Roosevelt          | East River, New York                                                                | Hoa Kỳ |
| Rose               | Georgian Bay, Ontario                                                               | Canada |
| Ross               |                                                                                     | Châu Nam Cực |
| Ross               | Willamette River, Oregon                                                            | Hoa Kỳ |
| Ross               | Allegheny River, Pennsylvania                                                       | Hoa Kỳ |
| Rosscor            | Lower Lough Erne                                                                    | Ireland |
| Røst               | Lofoten                                                                             | Na Uy |
| Rostam             | Vịnh Ba Tư                                                                          | Iran |
| R. Thompson's      | Allegheny River, Pennsylvania                                                       | Hoa Kỳ |
| Rotoroa            | Hauraki Gulf                                                                        | New Zealand |
| Rottumeroog        | Eemsmond, Groningen                                                                 | Hà Lan |
| Rottumerplaat      | Eemsmond, Groningen                                                                 | Hà Lan |
| Rotuma             |                                                                                     | Fiji |
| Rough              | Lower Lough Erne                                                                    | Ireland |
| Rough              | Solway Firth                                                                        | Scotland |
| Round              | Krenitzin Islands subgroup of the Fox Islands group of the Aleutian Islands, Alaska | Hoa Kỳ |
| Round              | Straits of Mackinac, Michigan                                                       | Hoa Kỳ |
| Round              | Mississippi Sound, Mississippi                                                      | Hoa Kỳ |
| Round              | Lake Winnipesaukee, New Hampshire                                                   | Hoa Kỳ |
| Rousay             | The North Isles, Bản mẫu:Country data Orkney Islands                                | Scotland |
| Rowa               | Banks Islands                                                                       | Vanuatu |
| Rowett             | South Quần đảo Shetland                                                             | Claimed by Argentine Antarctica, Argentina, Antártica Chilena Province of Chile và Lãnh thổ châu Nam Cực thuộc Anh of the Vương quốc Anh        |
| Rowley             | Queen Elizabeth Islands, Nunavut                                                    | Canada |
| Isle Royale        | Lake Superior, Michigan                                                             | Hoa Kỳ |
| Rozenburg          | South Holland                                                                       | Hà Lan |
| Ruapuke            |                                                                                     | New Zealand |
| Rubud Al Gharbiyah | Hawar Islands                                                                       | Bahrain |
| Rubud Al Sharqiyah | Hawar Islands                                                                       | Bahrain |
| Ruden              | Mecklenburg-Vorpommern                                                              | Đức |
| ostrov Rudolfa     | Franz Josef Land                                                                    | Nga |
| Rügen              | Mecklenburg-Vorpommern                                                              | Đức |
| Rugged             | South Quần đảo Shetland                                                             | Claimed by Argentine Antarctica, Argentina, Antártica Chilena Province of Chile và Lãnh thổ châu Nam Cực thuộc Anh of the Vương quốc Anh        |
| Ruhnu              | Vịnh Riga                                                                           | Estonia |
| Rùm                | Small Isles of the Inner Hebrides                                                   | Scotland |
| Rush               | Sông Mississippi, Iowa                                                              | Hoa Kỳ |
| Rusk Holm          | The North Isles, Bản mẫu:Country data Orkney Islands                                | Scotland |
| Russell            | Lake Huron Ontario                                                                  | Canada |
| Russel             | Nunavut                                                                             | Canada |
| Russel             | St. Clair River, Michigan                                                           | Hoa Kỳ |
| Russell            | Queensland                                                                          | Úc |
| Rysa Little        | The South Isles,Bản mẫu:Country data Orkney Islands                                 | Scotland |